# Mas Palmes
Mas Palmes és un edifici a poc més d'un km a l'oest del nucli de Camós (al Pla de l'Estany). L'edifici, protegit com a bé cultural d'interès local, té planta en forma de L, desenvolupat en planta baixa, planta pis i golfes. Les parets exteriors són de carreus irregulars. La coberta és de teula àrab. L'accés principal presenta una porta dovellada amb un escut al damunt. Hi ha una finestra cantonera amb llinda, brancals i trencaaigües de pedra. La façana lateral presenta una galeria superior amb obertures d'arc de mig punt. El sostre de la planta baixa és refet amb bigues de Portland.